# Bore (tidskrift)
Bore var en dagstidning grundad i Stockholm som utkom med sitt första nummer den 17 december 1848 med ett provnummer. Utgivningen upphörde 29 november 1851.

## Tidningens historia
Tidningen Bores utgivningsbevis erhölls av  boktryckerikonstförvandterna Magnus Petter Dahlskog den 9 december 1848, sedan av Carl Bror Amadeus Dahlgren den 24 december 1848, samt ånyo av M. P. Dahlskog 4 december 1850  och 27 december 1850 för Bore Dagligt Allehanda i Stockholm som var tidningens nya titel. Sedan förlagsrätten till Dagligt Allehanda övergått genom köp till Bores redaktion, ändrades dess titel den 27 december 1850. Tidningen  kom dagligen ut med två upplagor, en morgon- och en aftonupplaga. Det med Bore förenade annonsbladet Dagligt Allehanda såldes till överste Johan August Hazelius, vilken samtidigt grundlade: Svenska Tidningen. Dagligt Allehanda i Stockholm. Sedan ett par av Bores grundläggare, Lallerstedt och Lilljeborg, blivit delägare i Aftonbladet, dit även sedermera dess fasta redaktionspersonal August Sohlman, C. Lilljeborg och C. Ekgren övergick. Detta blev orsaken till att tidningen Bore upphörde.
Tidningens utgivningsfrekvens var en dag i veckan, söndagar till 1 december 1850, sedan  fyra dagar i veckan måndag, tisdag, torsdag och fredag och från och med 1851 var den sexdagarstidning till upphörandet. Tidningen trycktes med antikva.

## Medarbetare
Grundarna var, enligt anmälan, några unge män utan namn i den publicistiska eller litterära världen. De var Gustaf Lallerstedt, André Oscar Wallenberg, C.Lilljeborg samt R.Agardh. Samtliga grundare hade varit medlemmar i ett konsortium av tio personer, vilka fört förhandlingar om övertagande av Aftonbladet vid Lars Johan Hiertas frånträde. Tidningen Bores program var att stödja frisinnade åsikter samt att i polemiken iaktta mer hovsamhet än vad som var brukligt inom pressen på den tiden. Bore höll sig till detta program och föredömet blev inte utan verkan. Som daglig tidning hade Bore som ansvarig utgivare först Georg Fredrik Ameen och därefter August Sohlman. En flitig medarbetare i ekonomiska ämnen var biskop Carl Adolph Agardh. Vidare medverkade ofta Karl Anders af Kullberg med följetongsartiklar och kåserier. I sin nya gestalt utgavs tidningen endast ett år innan den lades ned i december 1851.

## Tryckning
Tidningen trycktes hos  J. Beckman från den 17 december 1848 till  den 1 december 1850  därefter hos N. Marcus. Typsnitt var Antikva. Tidningen hade först 4 sidor varje söndag i folio med 4 eller 5 spalter på format 52 x 32 cm. Från 5 december 1850 trycktes den 4 dagar i veckan med 4 sidor i folio 43x27,5 cm och hela 1851 sex dagar i veckan. Tidningen kostade 4 riksdaler banko 1849 och sedan 10 riksdaler banco från och med 1850.